# Saint-Léger-de-la-Martinière
Saint-Léger-de-la-Martinière ist eine Commune déléguée in der französischen Gemeinde Melle mit 958 Einwohnern (Stand: 1. Januar 2022) im französischen Département Deux-Sèvres in der Region Nouvelle-Aquitaine (vor 2016 Poitou-Charentes). Die Einwohner werden Saint-Légeois genannt.

## Geographie
Saint-Léger-de-la-Martinière liegt etwa 30 Kilometer ostsüdöstlich von Niort. Umgeben wurde die Gemeinde Saint-Léger-de-la-Martinière von den Nachbargemeinden Beaussais im Norden und Nordwesten, Sepvret im Norden und Nordosten, Chey im Nordosten, Lezay im Osten, Saint-Vincent-la-Châtre im Osten und Südosten, Chail im Süden und Südosten, Pouffonds im Süden sowie Melle im Westen und Südwesten.

## Geschichte
Zum 1. Januar 1973 wurden die Gemeinden Saint-Léger-lès-Melle und L'Enclave-de-la-Martinière miteinander zur heutigen Gemeinde fusioniert.
Die Gemeinde Saint-Léger-de-la-Martinière wurde am 1. Januar 2019 mit Melle, Paizay-le-Tort, Mazières-sur-Béronne und Saint-Martin-lès-Melle zur Commune nouvelle Melle zusammengeschlossen. Sie hat seither den Status einer Commune déléguée. Die Gemeinde Saint-Léger-de-la-Martinière gehörte zum Kanton Melle im Arrondissement Niort.

## Bevölkerungsentwicklung
| Jahr                      | 1962  | 1968  | 1975 | 1982 | 1990  | 1999  | 2006 | 2013  |
| ------------------------- | ----- | ----- | ---- | ---- | ----- | ----- | ---- | ----- |
| Einwohner                 | 1.053 | 1.031 | 953  | 924  | 1.061 | 1.023 | 995  | 1.018 |
| Quelle: Cassini und INSEE |       |       |      |      |       |       |      |       |

## Sehenswürdigkeiten

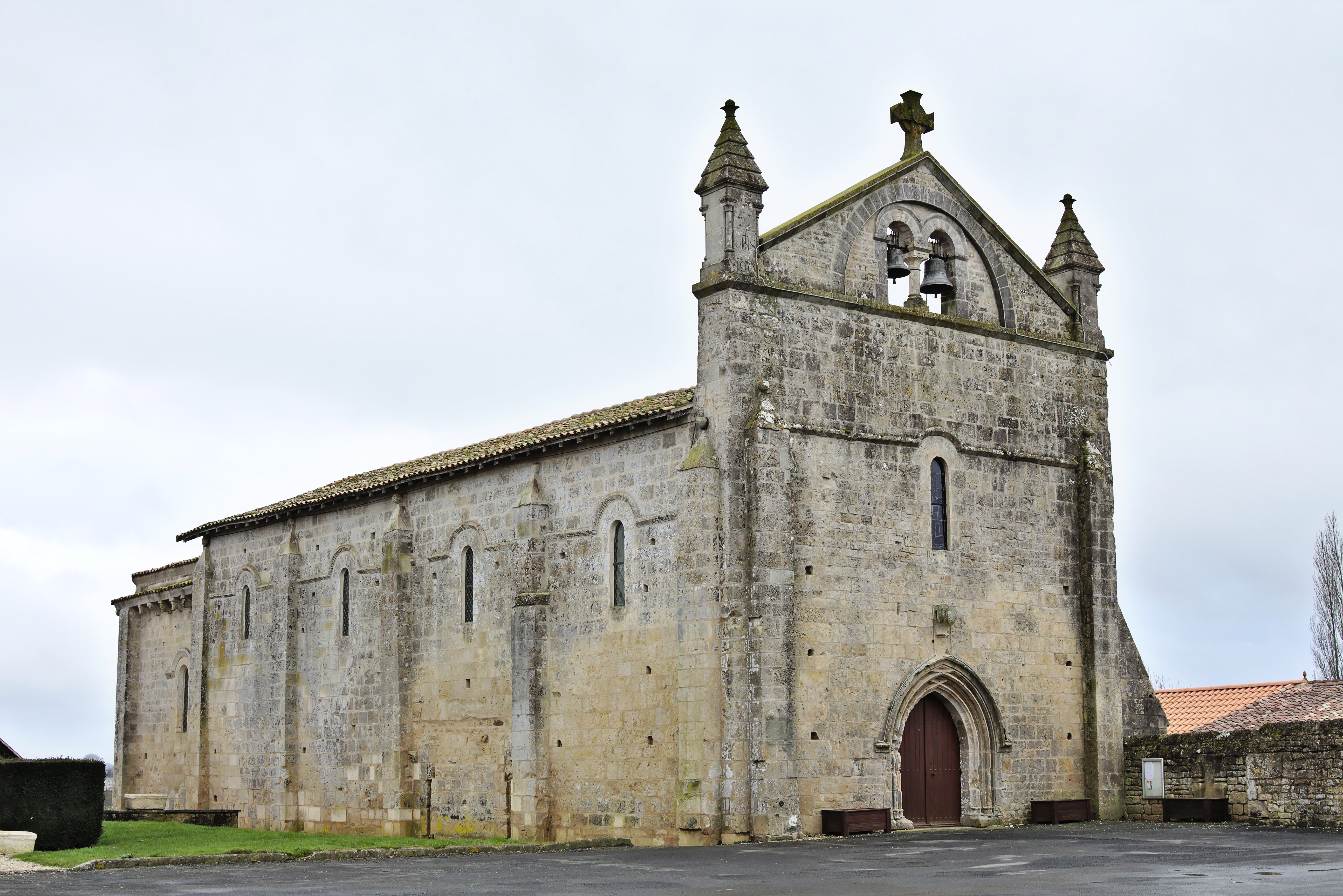
Kirche Saint-Léger

- Kirche Saint-Léger